# Zimirina lepida
Espèce
Synonymes
- Clotho lepida Blackwall, 1859

Statut de conservation UICN

 LC  : Préoccupation mineure
Zimirina lepida est une espèce d'araignées aranéomorphes de la famille des Prodidomidae.

## Distribution
Cette espèce est endémique de Madère au Portugal.

## Description
La femelle holotype mesure 2,12 mm,.
Les mâles mesurent de 2,2 à 2,9 mm.

## Systématique et taxinomie
Cette espèce a été décrite sous le protonyme Clotho lepida par Blackwall en 1859. Elle est placée dans le genre Zimirina par Dalmas en 1919.

## Publication originale
- Blackwall, 1859 : « Descriptions of newly discovered spiders captured by James Yate Johnson Esq., in the island of Madeira. » Annals and Magazine of Natural History, sér. 3, vol. 4, p. 255-267 (texte intégral).